# Wohnhaus Huntebrücker Straße 1
Das Wohnhaus Huntebrücker Straße 1 im niedersächsischen Berne-Huntebrück in dem Landkreis Wesermarsch, stammt vom Anfang des 20. Jahrhunderts.
Aktuell (2023) wird es als Wohnhaus genutzt.
Das Gebäude steht unter Denkmalschutz (siehe auch Liste der Baudenkmale in Berne).

## Beschreibung
Der Hof besteht aus:
- dem eingeschossigen giebelständigen verklinkerten Wohnhaus von um 1908/10 als Backsteinbau auf einem Sockelgeschoss, mit Satteldach, mittigem Giebelrisalit an der Ostseite, zwei breiten korbbogigen Fenstern am symmetrischen Nordgiebel, Fenster- und Türrahmungen, rundbogiger Eingangstür mit Figur und Gesims über dem Sockel
- sowie weiteren nicht denkmalgeschützten Nebenanlagen und Wirtschaftsgebäuden eines landwirtschaftlichen Milchviehbetriebes.

Das Landesdenkmalamt befand: „… geschichtliche Bedeutung … als beispielhaftes Wohnhaus einer Hofanlage aus dem frühen 20. Jh. … .“